# Genoa Cricket and Football Club 2023-2024
Questa voce raccoglie le informazioni riguardanti il Genoa Cricket and Football Club nelle competizioni ufficiali della stagione 2023-2024.

## Stagione
Dopo una sola stagione in Serie B, Il Genoa torna nella massima serie ed il tecnico della promozione, Alberto Gilardino, viene riconfermato sulla panchina del Grifone.
Per quanto riguarda la squadra si registrano gli addii di Domenico Criscito, ritirato dopo quasi 300 presenze in rossoblù, e Stefano Sturaro, con cui non viene trovato l'accordo per il rinnovo del contratto.
Sul mercato, vengono cambiati 2° e 3° portiere dietro al titolare Josep Martínez, arrivano infatti Nicola Leali dall'Ascoli e Daniele Sommariva dal Pescara. Il blocco difensivo protagonista della promozione viene confermato, e viene rinforzato con il ritorno di Johan Vásquez dal prestito alla Cremonese e con l'inserimento del giovane Koni De Winter, in prestito dalla Juventus. La fascia sinistra viene puntellata con l'acquisto a parametro zero dello spagnolo Aarón Martín e con il ritorno di Ridgeciano Haps, mentre a centrocampo, oltre alla conferma di Milan Badelj e Kevin Strootman, arrivano l'ex Sampdoriano Morten Thorsby, il turco Berkan Kutlu e Ruslan Malinovs'kyj. Nel reparto offensivo, invece, viene acquistato dal Boca Juniors l'attaccante italo-argentino Mateo Retegui. A lui si aggiungono le conferme di Albert Guðmundsson, Caleb Ekuban, George Puscas e l'acquisto di Junior Messias dal Milan, mentre Massimo Coda, viene ceduto in Serie B alla Cremonese.
Il campionato si apre con una netta sconfitta per 1-4 in casa contro la Fiorentina, dopo la quale arriva il primo successo stagionale, in casa della Lazio (0-1 con la prima rete in Serie A di Retegui). Seguono una sconfitta a Torino contro i granata (1-0), due pareggi contro il Napoli e in casa dell'Udinese, (entrambe finite 2-2), una sconfitta a Lecce (1-0) e una grande vittoria per 4-1 sulla Roma. Le due gare successive portano altrettante sconfitte, una per 0-1 a Marassi contro il Milan, in una gara ricca di polemiche per un fallo di mano di Pulisic nell'azione del gol decisivo, ed un'altra a Bergamo contro l'Atalanta per 2-0. Arriva poi un'altalena di risultati che si traducono in due vittorie (Salernitana e Verona), tre sconfitte (Cagliari, Frosinone e Monza) ed un pareggio (Empoli). Il girone di andata si chiude con un filotto di risultati utili dove i rossoblu fermano sul pareggio casalingo le prime due della classe (Inter e Juventus, entrambe sull'1-1), colgono un'importante vittoria a Sassuolo (1-2) e un pareggio sul campo del lanciatissimo Bologna (1-1). Nonostante diversi punti sfumati negli ultimi minuti e anche molti infortuni, Il Genoa termina l'andata a quota 21, un buon risultato considerando lo status di neo promossa. 

Il mercato di gennaio vede la dolorosa cessione di Radu Drăgușin al Tottenham e la conclusione del prestito di Berkan Kutlu che torna al Galatasaray, mentre in entrata arrivano il difensore Giorgio Cittadini dall'Atalanta , il terzino destro Djed Spence dal Tottenham (come parziale contropartita di Dragusin), il centrocampista Emil Bohinen dalla Salernitana e il talentuoso attaccante Vitinha, in prestito dall' Olympique Marsiglia.

Il girone di ritorno vede il Genoa confermarsi su ottimi livelli, migliorando il rendimento dell'andata. Saranno infatti solo 5 in tutto il girone le sconfitte (Inter, Monza, Atalanta, Lazio e Roma), a cui fanno da contraltare 7 vittorie, quasi tutte contro squadre coinvolte nella lotta salvezza (Salernitana, Lecce, Udinese, Verona, Cagliari e Sassuolo) e 7 pareggi di cui alcuni prestigiosi, come quelli tutti in trasferta contro Juventus, Napoli, Fiorentina e Milan. Il Grifone chiude il suo campionato battendo all'ultima giornata la rivelazione Bologna per 2-0 a Marassi, partita nella quale i tifosi rossoblu salutano e rendono onore per l'ultima volta a Kevin Strootman, che non rinnova il contratto e dice addio dopo 78 presenze e due gol.

Il Genoa chiude così un ottimo campionato a 49 punti, Alberto Gilardino supera per un punto l'ultimo Genoa neo promosso, quello allenato da Gian Piero Gasperini nella stagione 2007-2008

## Divise e sponsor
Lo sponsor tecnico per la stagione 2023-2024 è Kappa mentre gli sponsor ufficiali sono Pulsee Luce e Gas ed MSC Crociere. Lo sleeve sponsor è Radio 105 ed il back sponsor è LeasePlan.
| Casa | Trasferta | Terza divisa |

## Rosa
Rosa e numerazione aggiornate al 5 maggio 2024.
| N. |                        | Ruolo | Calciatore              |
| -- | ---------------------- | ----- | ----------------------- |
| 1  | Spagna (bandiera)      | P     | Josep Martínez          |
| 16 | Italia (bandiera)      | P     | Nicola Leali            |
| 39 | Italia (bandiera)      | P     | Daniele Sommariva       |
|    | Austria (bandiera)     | P     | Franz Stolz             |
| 36 | Svizzera (bandiera)    | D     | Silvan Hefti            |
| 13 | Italia (bandiera)      | D     | Mattia Bani             |
| 14 | Italia (bandiera)      | D     | Alessandro Vogliacco    |
| 5  | Romania (bandiera)     | D     | Radu Drăgușin           |
| 4  | Belgio (bandiera)      | D     | Koni De Winter          |
| 23 | Italia (bandiera)      | D     | Davide Biraschi         |
| 46 | Italia (bandiera)      | D     | Giorgio Cittadini       |
| 22 | Messico (bandiera)     | D     | Johan Vásquez           |
| 33 | Uruguay (bandiera)     | D     | Alan Matturro           |
| 20 | Italia (bandiera)      | D     | Stefano Sabelli         |
| 90 | Inghilterra (bandiera) | D     | Djed Spence             |
| 3  | Spagna (bandiera)      | D     | Aarón Martín            |
| 55 | Suriname (bandiera)    | D     | Ridgeciano Haps         |
| 47 | Croazia (bandiera)     | C     | Milan Badelj (capitano) |

| N. |                        | Ruolo | Calciatore            |
| -- | ---------------------- | ----- | --------------------- |
| 8  | Paesi Bassi (bandiera) | C     | Kevin Strootman       |
| 32 | Danimarca (bandiera)   | C     | Morten Frendrup       |
| 2  | Norvegia (bandiera)    | C     | Morten Thorsby        |
| 5  | Norvegia (bandiera)    | C     | Emil Bohinen          |
| 17 | Ucraina (bandiera)     | C     | Ruslan Malinovskyi    |
| 41 | Grecia (bandiera)      | C     | Christos Papadopoulos |
| 24 | Polonia (bandiera)     | C     | Filip Jagiełło        |
| 25 | Turchia (bandiera)     | C     | Berkan Kutlu          |
| 99 | Cile (bandiera)        | C     | Pablo Galdames        |
| 10 | Brasile (bandiera)     | A     | Junior Messias        |
| 9  | Italia (bandiera)      | A     | Massimo Coda          |
| 11 | Islanda (bandiera)     | A     | Albert Guðmundsson    |
| 18 | Ghana (bandiera)       | A     | Caleb Ekuban          |
| 19 | Italia (bandiera)      | A     | Mateo Retegui         |
| 30 | Nigeria (bandiera)     | A     | David Ankeye          |
| 37 | Romania (bandiera)     | A     | George Puscas         |
| 40 | Italia (bandiera)      | A     | Seydou Fini           |
| 9  | Portogallo (bandiera)  | A     | Vitinha               |

## Organigramma societario
Area direttiva
- Presidente: Alberto Zangrillo
- Amministratore Delegato: Andrés Blasquez Ceballos
- Direttore Generale: Flavio Ricciardella
- Direttore Finanziario: Stefano Vincis
- Segretario Generale: Diodato Abagnara
- Responsabile Strategico: Alessandro Galleni

Area sportiva
- Assistente Delegato: Marcel Klos
- Club Manager: Marco Rossi
- Direttore sportivo: Marco Ottolini
- Capo Scouting: Sebastian Arenz
- Direttore sportivo Squadra Primavera: Carlo Taldo
- Direttore sportivo Squadra Femminile: Marta Carissimi

Area medica
- Responsabile Sanitario: Alessandro Corsini
- Medico Sociale: Francesco Nuccio, Marco Stellatelli
- Fisioterapista: Davide Cornetti, Pietro Cistaro, Matteo Perasso, Federico Campofiorito
- Recupero Infortuni: Luca Vergani, Emanuele Cena

Area tecnica
- Allenatore: Alberto Gilardino
- Vice allenatore: Gaetano Caridi
- Allenatore portieri: Alessio Scarpi
- Assistente Allenatore portieri: Stefano Raggio Garibaldi
- Assistente Tecnico: Roberto Murgita e Alex Clapham
- Prepatore Atletico: Alessandro Pilati e Gaspare Picone
- Assistente Preparatore Atletico: Filippo Gatto
- Direttore settore giovanile: Michele Sbravati

## Calciomercato

### Sessione estiva(dal 1/7 al 1/9)
| Acquisti         | Acquisti               | Acquisti             | Acquisti      |
| R.               | Nome                   | Da                   | Modalità      |
| ---------------- | ---------------------- | -------------------- | ------------- |
| D                | Aarón Martín           | Mainz                | svincolato    |
| P                | Nicola Leali           | Ascoli               | svincolato    |
| P                | Daniele Sommariva      | Pescara              | definitivo    |
| A                | Mateo Retegui          | Boca Juniors         | definitivo    |
| C                | Morten Thorsby         | Union Berlino        | prestito      |
| D                | Koni De Winter         | Juventus             | prestito      |
| A                | Junior Messias         | Milan                | prestito      |
| C                | Ruslan Malinovskyi     | Olympique Marsiglia  | prestito      |
| D                | Ridgeciano Haps        | Venezia              | prestito      |
| C                | Berkan Kutlu           | Galatasaray          | prestito      |
| D                | Johan Vásquez          | Cremonese            | fine prestito |
| A                | Kelvin Yeboah          | Augsburg             | fine prestito |
| C                | Pablo Galdames         | Cremonese            | fine prestito |
| C                | Filippo Melegoni       | Standard Liegi       | fine prestito |
| A                | Yayah Kallon           | Hellas Verona        | fine prestito |
| A                | Andrea Favilli         | Ternana              | fine prestito |
| D                | Davide Biraschi        | Karagümrük           | fine prestito |
| C                | Giacomo Calò           | Cosenza              | fine prestito |
| C                | Francesco Cassata      | Ternana              | fine prestito |
| A                | Aleksander Buksa       | Standard Liegi 16 FC | fine prestito |
| D                | Paolo Gozzi            | Pescara              | fine prestito |
| C                | Vittorio Parigini      | Como                 | fine prestito |
| Altre operazioni |                        |                      |               |
| R.               | Nome                   | Da                   | Modalità      |
| C                | Mattia Zennaro         | Feralpisalò          | fine prestito |
| C                | Patrizio Masini        | Novara               | fine prestito |
| C                | Michele Besaggio       | Juventus Next Gen    | fine prestito |
| D                | Nicholas Rizzo         | Pro Vercelli         | fine prestito |
| D                | Alessandro Marcandalli | Pontedera            | fine prestito |
| C                | Luca Chierico          | Piacenza             | fine prestito |
| A                | Elia Petrelli          | Siena                | fine prestito |
| A                | Daniel Fossati         | Borgosesia           | fine prestito |
| D                | Andrea Nesci           | Crema                | fine prestito |
| D                | Gianluca Parodi        | Lumezzane            | fine prestito |
| D                | Kacper Zielski         | Matera               | fine prestito |

| Cessioni         | Cessioni               | Cessioni         | Cessioni       |
| R.               | Nome                   | A                | Modalità       |
| ---------------- | ---------------------- | ---------------- | -------------- |
| A                | Stefano Sturaro        | Karagümrük       | fine contratto |
| A                | Yayah Kallon           | Hellas Verona    | definitivo     |
| P                | Ron Vodisek            | Rogaška          | fine contratto |
| P                | Adrian Semper          | Como             | definitivo     |
| C                | Luca Lipani            | Sassuolo         | definitivo     |
| A                | Massimo Coda           | Cremonese        | prestito       |
| C                | Filippo Melegoni       | Reggiana         | prestito       |
| C                | Mattia Aramu           | Bari             | prestito       |
| A                | Kelvin Yeboah          | Montpellier      | prestito       |
| C                | Vittorio Parigini      | Feralpisalò      | definitivo     |
| C                | Giacomo Calò           | Cosenza          | prestito       |
| D                | Marko Pajač            | Reggiana         | prestito       |
| D                | Lennart Czyborra       | PEC Zwolle       | prestito       |
| C                | Güven Yalçın           | Fatih Karagümrük | prestito       |
| D                | Davide Biraschi        | Fatih Karagümrük | definitivo     |
| C                | Francesco Cassata      | Spezia           | prestito       |
| A                | Aleksander Buksa       | WSG Tirol        | prestito       |
| C                | Stefan Ilsanker        |                  | svincolato     |
| C                | Abdoulaye Touré        | Le Havre         | fine contratto |
| C                | Patrizio Masini        | Ascoli           | prestito       |
| D                | Paolo Gozzi            | Red Star         | prestito       |
| C                | Manolo Portanova       | Reggiana         | prestito       |
| A                | Andrea Favilli         | Ternana          | prestito       |
| A                | Eddie Salcedo          | Inter            | fine prestito  |
| A                | Denis Drăguș           | Standard Liegi   | fine prestito  |
| D                | Ridgeciano Haps        | Venezia          | fine prestito  |
| Altre operazioni |                        |                  |                |
| R.               | Nome                   | A                | Modalità       |
| C                | Alessandro Marcandalli | Reggiana         | prestito       |
| A                | Federico accornero     | Pescara          | prestito       |
| A                | Elia Petrelli          | Pro Sesto        | prestito       |
| C                | Mattia Zennaro         | Feralpisalò      | definitivo     |
| D                | Nicholas Rizzo         | Triestina        | definitivo     |
| P                | Giuseppe Agostino      | Triestina        | prestito       |
| C                | Michele Besaggio       | Brescia          | definitivo     |
| C                | Luca Chierico          | Gubbio           | prestito       |
| D                | Lorenzo Gagliardi      | Pontedera        | prestito       |
| D                | Gabriele Calvani       | Pontedera        | prestito       |
| A                | Daniel Fossati         | Pontedera        | prestito       |

### Sessione invernale(dal 2/1 al 1/2)
| Acquisti         | Acquisti           | Acquisti            | Acquisti      |
| R.               | Nome               | da                  | Modalità      |
| ---------------- | ------------------ | ------------------- | ------------- |
| D                | Djed Spence        | Tottenham           | prestito      |
| C                | Emil Bohinen       | Salernitana         | prestito      |
| D                | Giorgio Cittadini  | Monza               | prestito      |
| P                | Franz Stolz        | Sankt Pölten        | definitivo    |
| A                | David Ankeye       | Sheriff Tiraspol    | definitivo    |
| A                | Vitinha            | Olympique Marsiglia | prestito      |
| Altre operazioni |                    |                     |               |
| R.               | Nome               | da                  | Modalità      |
| A                | Junior Messias     | Milan               | riscatto      |
| C                | Ruslan Malinovskyi | Olympique Marsiglia | riscatto      |
| A                | Kelvin Yeboah      | Montpellier         | fine prestito |
| C                | Fabio Parravicini  | SPAL                | prestito      |

| Cessioni         | Cessioni       | Cessioni       | Cessioni      |
| R.               | Nome           | a              | Modalità      |
| ---------------- | -------------- | -------------- | ------------- |
| D                | Silvan Hefti   | Montpellier    | prestito      |
| C                | Berkan Kutlu   | Galatasaray    | fine prestito |
| D                | Radu Drăgușin  | Tottenham      | definitivo    |
| C                | Filip Jagiełło | Spezia         | prestito      |
| A                | George Puscas  | Bari           | prestito      |
| C                | Pablo Galdames | Vasco da Gama  | definitivo    |
| Altre operazioni |                |                |               |
| R.               | Nome           | a              | Modalità      |
| A                | Kelvin Yeboah  | Standard Liegi | prestito      |
| A                | Seydou Fini    | Standard Liegi | prestito      |

## Risultati

### Serie A

#### Girone di andata
| Arbitro: | Ayroldi (Molfetta) |

|              |           |                                                        |
| Biraschi 58’ | Marcatori | 5’ Biraghi 11’ Bonaventura 40’ González 56’ Mandragora |

| Arbitro: | Marinelli (Tivoli) |

|  |           |             |
|  | Marcatori | 16’ Retegui |

| Arbitro: | Chiffi (Padova) |

|                |           |  |
| Radonjić 90+4’ | Marcatori |  |

| Arbitro: | Fabbri (Ravenna) |

|                      |           |                            |
| Bani 40’ Retegui 56’ | Marcatori | 76’ Raspadori 84’ Politano |

| Arbitro: | Rapuano (Rimini) |

|           |           |  |
| Oudin 83’ | Marcatori |  |

| Arbitro: | Orsato (Schio) |

|                                                    |           |               |
| Guðmundsson 5’ Retegui 45’ Thorsby 74’ Messias 81’ | Marcatori | 22’ Cristante |

| Arbitro: | Mariani (Aprilia) |

|                                 |           |                      |
| Lucca 23’ Matturro 90+1’ (aut.) | Marcatori | 14’, 41’ Guðmundsson |

| Arbitro: | Piccinini (Forlì) |

|  |           |             |
|  | Marcatori | 87’ Pulisic |

| Arbitro: | Marinelli (Tivoli) |

|                           |           |  |
| Lookman 68’ Éderson 90+5’ | Marcatori |  |

| Arbitro: | Massa (Imperia) |

|                 |           |  |
| Guðmundsson 35’ | Marcatori |  |

| Arbitro: | Guida (Torre Annunziata) |

|                     |           |                 |
| Viola 48’ Zappa 69’ | Marcatori | 51’ Guðmundsson |

| Arbitro: | Orsato (Schio) |

|              |           |  |
| Drăgușin 44’ | Marcatori |  |

| Arbitro: | Zufferli (Udine) |

|                           |           |                 |
| Soulé 34’ Monterisi 90+4’ | Marcatori | 38’ Malinovskyj |

| Arbitro: | Aureliano (Bologna) |

|                 |           |                 |
| Malinovskyj 37’ | Marcatori | 67’ Cancellieri |

| Arbitro: | Collu (Cagliari) |

|          |           |  |
| Mota 83’ | Marcatori |  |

| Arbitro: | Massa (Imperia) |

|                 |           |                   |
| Guðmundsson 48’ | Marcatori | 28’ (rig.) Chiesa |

| Arbitro: | Guida (Torre Annunziata) |

|               |           |                                   |
| Pinamonti 28’ | Marcatori | 64’ (rig.) Guðmundsson 87’ Ekuban |

| Arbitro: | Doveri (Roma 1) |

|                |           |                |
| Drăgușin 45+7’ | Marcatori | 42’ Arnautović |

| Arbitro: | Colombo (Como) |

|                    |           |                 |
| De Silvestri 90+5’ | Marcatori | 20’ Guðmundsson |

#### Girone di ritorno
| Genova 13 gennaio 2024, ore 15:00 CET 20ª giornata | Genoa        | 0 – 0 referto | Torino | Stadio Luigi Ferraris (33 019 spett.)\| Arbitro: \| Giua (Olbia) \| |
| Arbitro:                                           | Giua (Olbia) |               |        |                                                                     |

| Arbitro: | Orsato (Schio) |

|              |           |                                    |
| Martegani 2’ | Marcatori | 13’ Retegui 57’ (rig.) Guðmundsson |

| Arbitro: | Pairetto (Nichelino) |

|                        |           |              |
| Retegui 70’ Ekuban 76’ | Marcatori | 31’ Krstović |

| Empoli 3 febbraio 2024, ore 15:00 CET 23ª giornata | Empoli             | 0 – 0 referto | Genoa | Stadio Carlo Castellani (10 374 spett.)\| Arbitro: \| Feliciani (Teramo) \| |
| Arbitro:                                           | Feliciani (Teramo) |               |       |                                                                             |

| Arbitro: | Colombo (Como) |

|                 |           |                                                                 |
| Malinovskyj 51’ | Marcatori | 22’ De Ketelaere 55’ Koopmeiners 90+10’ Zappacosta 90+13’ Touré |

| Arbitro: | Sacchi (Macerata) |

|            |           |              |
| Ngonge 90’ | Marcatori | 47’ Frendrup |

| Arbitro: | Fourneau (Roma 1) |

|                      |           |  |
| Retegui 36’ Bani 40’ | Marcatori |  |

| Arbitro: | Ayroldi (Molfetta) |

|                                |           |             |
| Asllani 30’ Sánchez 38’ (rig.) | Marcatori | 54’ Vásquez |

| Arbitro: | Feliciani (Teramo) |

|                             |           |                                 |
| Guðmundsson 52’ Vitinha 68’ | Marcatori | 8’ Pessina 18’ Mota 79’ Maldini |

| Torino 17 marzo 2024, ore 12:30 CET 29ª giornata | Juventus     | 0 – 0 referto | Genoa | Juventus Stadium (40 098 spett.)\| Arbitro: \| Giua (Olbia) \| |
| Arbitro:                                         | Giua (Olbia) |               |       |                                                                |

| Arbitro: | Sacchi (Macerata) |

|                        |           |             |
| Guðmundsson 30’ (rig.) | Marcatori | 36’ Reinier |

| Arbitro: | Manganiello (Pinerolo) |

|              |           |                            |
| Bonazzoli 8’ | Marcatori | 45’ Ekuban 58’ Guðmundsson |

| Arbitro: | Di Marco (Ciampino) |

|           |           |                        |
| Ikoné 54’ | Marcatori | 42’ (rig.) Guðmundsson |

| Arbitro: | Feliciani (Teramo) |

|  |           |                  |
|  | Marcatori | 67’ Luis Alberto |

| Arbitro: | Dionisi (L'Aquila) |

|                                          |           |  |
| Thorsby 17’ Frendrup 27’ Guðmundsson 63’ | Marcatori |  |

| Arbitro: | Prontera (Bologna) |

|                                    |           |                                               |
| Florenzi 45’ Gabbia 72’ Giroud 75’ | Marcatori | 5’ (rig.) Retegui 48’ Ekuban 87’ (aut.) Thiaw |

| Arbitro: | Mariani (Aprilia) |

|                                |           |                      |
| Badelj 56’ Kumbulla 63’ (aut.) | Marcatori | 31’ (rig.) Pinamonti |

| Arbitro: | Manganiello (Pinerolo) |

|            |           |  |
| Lukaku 79’ | Marcatori |  |

| Arbitro: | Santoro (Messina) |

|                             |           |  |
| Malinovskyj 13’ Vitinha 59’ | Marcatori |  |

### Coppa Italia

#### Turni eliminatori
| Arbitro: | Aureliano (Bologna) |

|                                                  |           |                                        |
| Retegui 1’, 57’ J. Vásquez 45+3’ Guðmundsson 57’ | Marcatori | 29’ Manconi 40’ Tremolada 77’ Gargiulo |

| Arbitro: | Santoro (Messina) |

|                          |           |                     |
| Haps 53’ Guðmundsson 99’ | Marcatori | 37’ Varela Djamanca |

#### Fase finale
| Arbitro: | Sacchi (Macerata) |

|              |           |  |
| Guendouzi 5’ | Marcatori |  |

## Statistiche

### Statistiche di squadra
Statistiche aggiornate al 24 maggio 2024
| Competizione | Punti | In casa | In casa | In casa | In casa | In casa | In casa | In trasferta | In trasferta | In trasferta | In trasferta | In trasferta | In trasferta | Totale | Totale | Totale | Totale | Totale | Totale | DR |
| Competizione | Punti | G       | V       | N       | P       | Gf      | Gs      | G            | V            | N            | P            | Gf           | Gs           | G      | V      | N      | P      | Gf     | Gs     | DR |
| ------------ | ----- | ------- | ------- | ------- | ------- | ------- | ------- | ------------ | ------------ | ------------ | ------------ | ------------ | ------------ | ------ | ------ | ------ | ------ | ------ | ------ | -- |
| Serie A      | 49    | 19      | 8       | 6       | 5       | 27      | 22      | 19           | 4            | 7            | 8            | 18           | 23           | 38     | 12     | 13     | 13     | 45     | 45     | 0  |
| Coppa Italia | -     | 2       | 2       | 0       | 0       | 6       | 4       | 1            | 0            | 0            | 1            | 0            | 1            | 3      | 2      | 0      | 1      | 6      | 5      | +1 |
| Totale       | -     | 21      | 10      | 5       | 5       | 33      | 26      | 20           | 4            | 7            | 9            | 18           | 23           | 41     | 14     | 13     | 14     | 51     | 50     | +1 |

### Andamento in campionato
| Giornata  | 1  | 2  | 3  | 4  | 5  | 6  | 7  | 8  | 9  | 10 | 11 | 12 | 13 | 14 | 15 | 16 | 17 | 18 | 19 | 20 | 21 | 22 | 23 | 24 | 25 | 26 | 27 | 28 | 29 | 30 | 31 | 32 | 33 | 34 | 35 | 36 | 37 | 38 |
| --------- | -- | -- | -- | -- | -- | -- | -- | -- | -- | -- | -- | -- | -- | -- | -- | -- | -- | -- | -- | -- | -- | -- | -- | -- | -- | -- | -- | -- | -- | -- | -- | -- | -- | -- | -- | -- | -- | -- |
| Luogo     | C  | T  | T  | C  | T  | C  | T  | C  | T  | C  | T  | C  | T  | C  | T  | C  | T  | C  | T  | C  | T  | C  | T  | C  | T  | C  | T  | C  | T  | C  | T  | T  | C  | C  | T  | C  | T  | C  |
| Risultato | P  | V  | P  | N  | P  | V  | N  | P  | P  | V  | P  | V  | P  | N  | P  | N  | V  | N  | N  | N  | V  | V  | N  | P  | N  | V  | P  | P  | N  | N  | V  | N  | P  | V  | N  | V  | P  | V  |
| Posizione | 13 | 10 | 12 | 11 | 16 | 11 | 14 | 15 | 15 | 14 | 14 | 13 | 15 | 15 | 14 | 14 | 13 | 12 | 12 | 12 | 11 | 11 | 11 | 12 | 12 | 12 | 12 | 12 | 12 | 12 | 12 | 12 | 12 | 12 | 12 | 11 | 11 | 11 |

Fonte:  Serie A, su calcio.com.
Legenda:

Luogo: C = Casa; T = Trasferta. Risultato: V = Vittoria; N = Pareggio; P = Sconfitta.

### Statistiche dei giocatori
- Statistiche aggiornate al 24 maggio 2024
- NB: per i portieri vengono contate le reti subite

| Giocatore       | Serie A  | Serie A | Serie A     | Serie A    | Coppa Italia | Coppa Italia | Coppa Italia | Coppa Italia | Totale   | Totale | Totale      | Totale     |
| Giocatore       | Presenze | Reti    | Ammonizioni | Espulsioni | Presenze     | Reti         | Ammonizioni  | Espulsioni   | Presenze | Reti   | Ammonizioni | Espulsioni |
| --------------- | -------- | ------- | ----------- | ---------- | ------------ | ------------ | ------------ | ------------ | -------- | ------ | ----------- | ---------- |
| J. Martínez     | 36       | -43     | 2           | 1          | 0            | 0            | 0            | 0            | 36       | -43    | 2           | 1          |
| N. Leali        | 3        | -2      | 1           | 0          | 3            | -5           | 0            | 0            | 6        | -7     | 1           | 0          |
| D. Sommariva    | 1        | -0      | 0           | 0          | 0            | 0            | 0            | 0            | 1        | 0      | 0           | 0          |
| F. Stolz        | 0        | 0       | 0           | 0          | 0            | 0            | 0            | 0            | 0        | 0      | 0           | 0          |
| R. Drăgușin     | 19       | 2       | 1           | 0          | 3            | 0            | 0            | 0            | 22       | 2      | 1           | 0          |
| D. Biraschi     | 1        | 1       | 0           | 0          | 0            | 0            | 0            | 0            | 1        | 1      | 0           | 0          |
| S. Hefti        | 6        | 0       | 0           | 0          | 2            | 0            | 1            | 0            | 8        | 0      | 1           | 0          |
| A. Martín       | 22       | 0       | 2           | 1          | 2            | 0            | 0            | 0            | 24       | 0      | 2           | 1          |
| A. Matturro     | 6        | 0       | 0           | 0          | 2            | 0            | 1            | 0            | 8        | 0      | 1           | 0          |
| M. Bani         | 27       | 2       | 9           | 0          | 1            | 0            | 0            | 0            | 28       | 2      | 9           | 0          |
| J. Vásquez      | 37       | 1       | 6           | 0          | 1            | 1            | 0            | 0            | 38       | 2      | 6           | 0          |
| A. Vogliacco    | 20       | 0       | 4           | 0          | 3            | 0            | 0            | 0            | 23       | 0      | 4           | 0          |
| G. Cittadini    | 6        | 0       | 1           | 0          | 0            | 0            | 0            | 0            | 6        | 0      | 1           | 0          |
| K. De Winter    | 29       | 0       | 6           | 1          | 2            | 0            | 0            | 0            | 31       | 0      | 6           | 1          |
| D. Spence       | 16       | 0       | 1           | 0          | 0            | 0            | 0            | 0            | 16       | 0      | 1           | 0          |
| S. Sabelli      | 32       | 0       | 5           | 0          | 1            | 0            | 0            | 0            | 33       | 0      | 5           | 0          |
| R. Haps         | 16       | 0       | 0           | 0          | 2            | 1            | 0            | 0            | 18       | 1      | 0           | 0          |
| M. Frendrup     | 37       | 2       | 6           | 0          | 2            | 0            | 1            | 0            | 39       | 2      | 7           | 0          |
| M. Thorsby      | 24       | 2       | 2           | 0          | 3            | 0            | 0            | 0            | 27       | 2      | 2           | 0          |
| E. Bohinen      | 5        | 0       | 0           | 0          | 0            | 0            | 0            | 0            | 5        | 0      | 0           | 0          |
| P. Galdames     | 2        | 0       | 0           | 0          | 2            | 0            | 1            | 0            | 4        | 0      | 1           | 0          |
| F. Jagiełło     | 2        | 0       | 0           | 0          | 1            | 0            | 0            | 0            | 3        | 0      | 0           | 0          |
| K. Strootman    | 26       | 0       | 4           | 0          | 2            | 0            | 0            | 0            | 28       | 0      | 4           | 0          |
| C. Papadopoulos | 1        | 0       | 0           | 0          | 0            | 0            | 0            | 0            | 1        | 0      | 0           | 0          |
| M. Badelj       | 33       | 1       | 6           | 0          | 2            | 0            | 0            | 0            | 35       | 1      | 6           | 0          |
| B. Kutlu        | 6        | 0       | 0           | 0          | 2            | 0            | 0            | 0            | 8        | 0      | 0           | 0          |
| R. Malinovskyi  | 28       | 4       | 7           | 0          | 1            | 0            | 0            | 0            | 29       | 4      | 7           | 0          |
| J. Messias      | 18       | 1       | 0           | 0          | 0            | 0            | 0            | 0            | 18       | 1      | 0           | 0          |
| M. Retegui      | 29       | 7       | 5           | 0          | 2            | 2            | 0            | 0            | 31       | 9      | 5           | 0          |
| A. Guðmundsson  | 35       | 14      | 4           | 0          | 2            | 2            | 0            | 0            | 37       | 16     | 4           | 0          |
| G. Puscas       | 8        | 0       | 0           | 0          | 2            | 0            | 0            | 0            | 10       | 0      | 0           | 0          |
| C. Ekuban       | 29       | 4       | 0           | 0          | 1            | 0            | 0            | 0            | 30       | 4      | 0           | 0          |
| S. Fini         | 3        | 0       | 0           | 0          | 1            | 0            | 1            | 0            | 4        | 0      | 1           | 0          |
| M. Coda         | 0        | 0       | 0           | 0          | 1            | 0            | 0            | 0            | 1        | 0      | 0           | 0          |
| D. Ankeye       | 6        | 0       | 0           | 0          | 0            | 0            | 0            | 0            | 6        | 0      | 0           | 0          |
| V. Vitinha      | 9        | 2       | 2           | 0          | 0            | 0            | 0            | 0            | 9        | 2      | 2           | 0          |